# Inari Vachs
Inari Vachs (Michigan, 2 settembre 1974) è un'ex attrice pornografica e regista pornografica statunitense.

## Biografia e carriera pornografica
Prima di entrare nell'industria pornografica ha lavorato in diverse aziende, occupandosi della gestione dell'ufficio fino al settore marketing e vendite. Successivamente, ha esordito nel settore nel novembre 1997, a ventitré anni. Come nome d'arte scelse Inari riferendosi alla dea giapponese Inari e Vachs perché il suo scrittore preferito era Andrew Vachss.
Nel 2000 firmò un contratto in esclusiva con XXXGeneration Video e divenne una giornalista musicale per la rivista XXXGeneration. Nel 2002 iniziò una pausa, durata 8 anni, dall'attività di attrice hard e l'anno successivo ha fondato la società di produzione IV Multimedia, con cui ha diretto due film nel 2004
Nel 2010 è tornata sulle scene hard con il film Harder prodotto dalla SkinworXXX e nel 2014 si è definitivamente ritirata. Nel 2012 è stata inserita nella Hall of Fame dagli AVN Awards.

## Riconoscimenti
- AVN Awards
  - 2000 – Female Performer of the Year[8]
  - 2000 – Best Group Sex Scene (video) per Ultimate Guide To Anal Sex For Women con Nina Hartley, Sydnee Steele, Ava Vincent, Chloe, Chandler, Jazminee Tristan Taormino[9]
  - 2001 – Best Anal Sex Scene (film) per Facade con Randy Spears[10]
  - 2001 – Best Couples Sex Scene (video) per West Side con Lexington Steele[11]
  - 2012 – Hall of Fame - Video Branch
- XRCO Awards
  - 2000 – Female Performer of the Year[12]
  - 2000 – Actress – Single Performance per The Awakening[13]
  - 2000 – Best Group Sex Scene per Ultimate Guide To Anal Sex For Women con Nina Hartley, Sydnee Steele, Ava Vincent, Chloe, Chandler, Jazmine e Tristan Taormino[14]
  - 2001 – Best Orgasmic Oralist[15]
  - 2002 – Best Girl-Girl Sex Scene per No Man's Land 33 con Jewel De'Nyle[16]
  - 2010 – XRCO Hall of Fame[17]

## Filmografia

### Attrice
- Anal Cravings 2 (1996)
- Booty Duty 1 (1997)
- Cherry Poppers The College Years 5: 2nd Semester (1997)
- Dirty Dancers 12 (1997)
- Freshman Fantasies 6 (1997)
- Hot Bods And Tail Pipe 2 (1997)
- Master's Choice 3 (1997)
- Nasty Nymphos 20 (1997)
- Taboo 17 (1997)
- Up Your Ass 6 (1997)
- Action Sports Sex 1 (1998)
- Airtight 2 (1998)
- Anal Extreme 1 (1998)
- As Sweet As They Come (1998)
- Babes Illustrated 7 (1998)
- Backseat Driver 1 (1998)
- Backseat Driver 5 (1998)
- Beachside Bitches (1998)
- Behind the Anal Door (1998)
- Bikini Babes (1998)
- Blow Me (1998)
- Blowjob Adventures of Dr. Fellatio 7 (1998)
- Blowjob Fantasies 1 (1998)
- Bobby Dickman: It's Your World Baby (1998)
- Body and Soul (1998)
- Booty Duty 2 (1998)
- Brat Pack (1998)
- Buffy Malibu's Nasty Girls 16 (1998)
- Bunghole Harlots 2 (1998)
- Butt Row Big Ass Greek Machine (1998)
- California Cocksuckers 1 (1998)
- California Cocksuckers 4 (1998)
- Chasin Pink 3 (1998)
- Constant Cravings (1998)
- Deep Oral Ladies 2 (1998)
- Dethroned (1998)
- Dirty Dirty Debutantes 10 (1998)
- Dr. Trashy's Sweaty Situations 3 (1998)
- Erotic Pool Party 2 (1998)
- Far Beyond Filth (1998)
- Farmer's Daughters do Hollywood (1998)
- Femme (1998)
- Femme 2 (1998)
- Filthy Attitudes 2 (1998)
- Fresh Meat 5 (1998)
- Freshman Fantasies 9 (1998)
- Fuck My Ass Please (1998)
- Fuck You Ass Whores 5 (1998)
- Gangbang Auditions 1 (1998)
- Gangbang Girl 24 (1998)
- Girls Home Alone 1 (1998)
- Harem 74 (1998)
- Hot Bods And Tail Pipe 3 (1998)
- Hustler's Pool Party (1998)
- Hustler's Pool Party Crashers (1998)
- Inari's Stocking Tease (1998)
- Infidelity (1998)
- Kym Wilde's On The Edge 49 (1998)
- L.A. Massage Whore (1998)
- Layered (1998)
- Max Hardcore's Anal Auditions 11 (1998)
- Maxed Out 7 (1998)
- Misty Cam's Houseboat (1998)
- Nina Hartley's Guide To Sex Toys (1998)
- No Man's Land 24 (1998)
- North Pole 5 (1998)
- Only the A-Hole 7 (1998)
- Penitent Flesh (1998)
- Pickup Lines 29 (1998)
- Porno Confidential (1998)
- Pornological 1 (1998)
- Pornworld (1998)
- Psycho Sexuals 2 (1998)
- Puritan Magazine 19 (1998)
- Put It In Reverse 2 (1998)
- Ravaged (1998)
- S.M.U.T. 2: Moving Violations (1998)
- San Francisco 69'ers Vs. Green Bay Ass Packers (1998)
- Sex Offenders 2 (1998)
- Sex Quest (1998)
- SexHibition 7 (1998)
- Shut Up and Blow Me 2 (1998)
- Shut Up and Blow Me 8 (1998)
- Sitting Pretty (1998)
- Size Matters 3 (1998)
- Skinflick (1998)
- Slumber Party 3 (1998)
- Sodomania 23 (1998)
- Sweet Life 1 (1998)
- Sweet Rides 2 (1998)
- Tease Me 1 (1998)
- Tight Shots the Movie (1998)
- University Coeds 9 (1998)
- Whack Attack 1 (1998)
- Whack Attack 2 (1998)
- What Makes You Cum (1998)
- Where The Girls Play 3: Pajama Party (1998)
- White Rabbit (1998)
- World's Luckiest Black Man (1998)
- 75 Nurse Orgy (1999)
- A Holes 2 (1999)
- Airtight 4 (1999)
- Aroused (1999)
- Awakening (1999)
- Babylon (1999)
- Backseat Driver 11 (1999)
- Bend Over And Say Ahh 1 (1999)
- Bet (1999)
- Between The Cheeks (1999)
- Big Tool Time 2 (1999)
- Blowjob Adventures of Dr. Fellatio 20 (1999)
- Blown Away (1999)
- Booty Double (1999)
- Brentwood Housewife Hookers (1999)
- Buffy Malibu's Nasty Girls 20 (1999)
- Buffy Malibu's Nasty Girls 21 (1999)
- Car Wash Angels 2 (1999)
- Casa Bianca (1999)
- Channel X (1999)
- Choose Your Cooze (1999)
- Club Godiva (1999)
- Color Blind 1 (1999)
- Coming to Beverly Hills 2 (1999)
- Conflict (1999)
- Cry Babies 3 (1999)
- Darling (1999)
- Doc's Best Pops 1 (1999)
- Evil Eyes (1999)
- Executive Mission (1999)
- Farmer's Daughters Do Beverly Hills (1999)
- Flesh For Fantasy (1999)
- Flesh Peddlers 5 (1999)
- Forbidden Fantasies 1 (1999)
- Freshman Fantasies 17 (1999)
- Freshman Fantasies 21 (1999)
- Gallery of Sin 1 (1999)
- Gangland 3 (1999)
- Girl Thing 2 (1999)
- Glass Cage (1999)
- Hot Bods and Tail Pipe 13 (1999)
- I Love Lesbians 6 (1999)
- I Touch Myself 2 (1999)
- Inari AKA Filthy Whore (1999)
- Infelicity (1999)
- Into The Night (1999)
- Jade Princess (1999)
- Leatherbound Dykes From Hell 14 (1999)
- Legend 7 (1999)
- Limousine Confessions (1999)
- Little White Lies (1999)
- Magazine Mania 2 (1999)
- Memoirs Of A Madam (1999)
- Misty Cam's Starlet Express (1999)
- No Man's Land 26 (1999)
- Nothing to Hide 3 (1999)
- Nothing To Hide 4 (1999)
- Of Time And Passion (1999)
- On The Street (1999)
- Only the A-Hole 11 (1999)
- Perfect Pair (1999)
- Pin-ups 2 (1999)
- Pushover (1999)
- Pussyman's American Cocksucking Championship 1 (1999)
- Pussyman's Campus Sluts Busted (1999)
- Pussyman's Decadent Divas 2 (1999)
- Pussyman's Return of the Campus Sluts (1999)
- Rainwoman 14 (1999)
- Secret Agent 69 (1999)
- Secretary (1999)
- Seduction of Rebecca Lord (1999)
- Sex 4 Life Too (1999)
- Sex for Life Too (1999)
- Sex Safari (1999)
- Sexual Adventures of Melanie Stone 2 (1999)
- Shut Up and Blow Me 9 (1999)
- Silk Ties (1999)
- Slumber Party 7 (1999)
- Southern Comfort (1999)
- Speedway (1999)
- Stingers (1999)
- Stray Cat (1999)
- Street Meat 1 (1999)
- Sweet Summer Sex Kittens (1999)
- Tai Blow Job (1999)
- Taste of Mocha (1999)
- Things Change 3 (1999)
- Three (1999)
- Titman's No Silicone Zone (1999)
- Torment 4 (1999)
- Trial By Copulation (1999)
- Trigger (1999)
- TriXXX 1 (1999)
- TriXXX 2 (1999)
- Twisted Sex Stories (1999)
- Ultimate Guide to Anal Sex for Women 1 Part 1 (1999)
- Ultimate Guide to Anal Sex for Women 1 Part 2 (1999)
- Up and Cummers 66 (1999)
- Vicca is Out of Control (1999)
- Wet Dreams 5 (1999)
- World's Luckiest Patient (1999)
- An Affair With Kylie Ireland (2000)
- Black Heart (2000)
- Boogie Now (2000)
- Bordello Blues (2000)
- Chandler's Nasty Little Habit 1 (2000)
- Charlie's Devils 1 (2000)
- Chloe's Catalina Cum-ons (2000)
- Cult (2000)
- Deep Oral Ladies 7 (2000)
- Dream Quest (2000)
- Eager Beavers 2 (2000)
- Extreme Revolution (2000)
- Facade (2000)
- Forbidden Fantasies 2 (2000)
- Fucking Up That Ass, Too (2000)
- Gen Sex (2000)
- Generation Sex (2000)
- Hot Bods And Tail Pipe 14 (2000)
- Lust In Paradise 1 (2000)
- Misty Rain's Worldwide Sex 3: Amsterdammed (2000)
- My Best Friend's Wife (2000)
- My First Porno (2000)
- Naked Angels (2000)
- Nasty Nympho Nurses 3 (2000)
- No Man's Land 30 (2000)
- No Man's Land Interracial Edition 5 (2000)
- Objects Of Desire (2000)
- One For The Road (2000)
- Private XXX 11: High Level Sex (2000)
- Schoolgirls' Confessions 1 (2000)
- Sex Offenders (2000)
- Sexual Healing (2000)
- Shadowland (2000)
- She Town (2000)
- Shooter (2000)
- Snob Hill (2000)
- Sodomy on the Menu (2000)
- Two Of Us (2000)
- Virtual Vixens 1 (2000)
- Wages of Sin (2000)
- West Side (2000)
- Wet Dreams 9 (2000)
- Adult Video News Awards 2001 (2001)
- Art House Porno 5: Sexy Blonde Sluts (2001)
- Asses in the Air 2 (2001)
- Bachelors (2001)
- Backseat Confidential (2001)
- Bad Habits (2001)
- Barefoot Confidential 12 (2001)
- Beauty and the Bitch (2001)
- Blow Hard (2001)
- Calendar Issue 2000 (2001)
- Chloe: Extreme Close Up (2001)
- City Lust (2001)
- Club Kink (2001)
- Dead Men Don't Wear Rubbers (2001)
- Ecstasy Girls 5 (2001)
- Ecstasy Girls Raw and Uncensored 2 (2001)
- Euphoria (2001)
- Extreme Pleasures (2001)
- French Kiss (2001)
- Grrl Power 4 (2001)
- Hi Infidelity (2001)
- Hot Hot Summer (2001)
- Hotel Tales (2001)
- Immortal (2001)
- Infidelity (2001)
- KSEX 69.9 (2001)
- Layovers (2001)
- Love Shack (2001)
- Max 2 (2001)
- Morgan Sex Project 5 (2001)
- Morgan Sex Project 6 (2001)
- Naked Hollywood 6: Money Can Buy Anything (2001)
- Natural Tease (2001)
- Nice Neighbors (2001)
- No Man's Land 33 (2001)
- Oral Adventures of Craven Moorehead 9 (2001)
- Rainwoman 15 (2001)
- Rainwoman 16 (2001)
- Sex Games (2001)
- Sodomania: Slop Shots 10 (2001)
- Stringers 3 (2001)
- Sucker's Bet (2001)
- Third Eye (2001)
- Touch Me (2001)
- United Colors Of Ass 7 (2001)
- Vegas Or Bust (2001)
- Virtual Vixens 2 (2001)
- XXX 4: Sex In The Great Outdoors (2001)
- 100% Blowjobs 2 (2002)
- 100% Blowjobs 5 (2002)
- 4 A Good Time Call (2002)
- 4 Play (2002)
- Bedroom Eyes (2002)
- Behind the Scenes of Dripping Wet Sex 1 (2002)
- Bend Over Butts 4 (2002)
- Chasin Pink 6 (2002)
- Deep Oral Ladies 19 (2002)
- Dripping Wet Sex 1 (2002)
- Ecstasy Girls Platinum 2 (2002)
- Flesh Game (2002)
- Fluffy Cumsalot, Porn Star (2002)
- Free Janine (2002)
- I Dream of Jenna 1 (2002)
- Menage A Trois (2002)
- Natural Selection (2002)
- No Man's Land 36 (2002)
- On The Set With Tera Patrick (2002)
- Power of Love (2002)
- Pussy Fingers 16 (2002)
- Secrets of the Heart (2002)
- Seductress (2002)
- Silk And Seduction (2002)
- Skate Trixxx 1 (2002)
- Skate Trixxx 2 (2002)
- Sodomania: Slop Shots 12 (2002)
- True Crime 7 (2002)
- Young Buns 1 (2002)
- Young Devon (2002)
- 10 Magnificent Blondes (2003)
- 100% Blowjobs 14 (2003)
- 100% Blowjobs 22 (2003)
- About Face (2003)
- And The Winner Is... Janine (2003)
- Cooking in the Kitchen (2003)
- Eye Spy: Cassidey (2003)
- Eye Spy: Chasey Lain (2003)
- Inari Vachs Exposed (2003)
- Janine Uncensored (2003)
- Jenna's Rendezvous (2003)
- Life (2003)
- Nasty As I Wanna Be: Janine (2003)
- Pie in the Face (2003)
- Rug Munchers (2003)
- Under Contract: Janine (2003)
- Vault (2003)
- Voyeur's Favorite Blowjobs And Anals 7 (2003)
- 100% Blowjobs 25 (2004)
- 100% Blowjobs 26 (2004)
- 100% Blowjobs 30 (2004)
- 5 Star Chasey (2004)
- Bisexual Dreamgirls (2004)
- Blowjob Mania (2004)
- Fresh Phat Ass Costa Rica (2004)
- Hard to Swallow (2004)
- Hind Sight (2004)
- I Know What You Did Last Night (2004)
- Jenna And Friends (2004)
- Love Potion 69 (2004)
- Say Aloha To My A-hola (2004)
- Teen Angel (2004)
- Vivid Superstars: Janine (2004)
- Young Chiquitas Costa Rica (2004)
- 100% Blowjobs 32 (2005)
- Anal Zone 2 (2005)
- Avy Scott And Friends (2005)
- Blondes Deluxxxe (2005)
- Clam Smackers (2005)
- Coxxxuckers (2005)
- Doggy Style (2005)
- Dr. Lenny's Favorite Anal Scenes (2005)
- Eye Spy: Kira Kener (2005)
- Girls Who Like Girls (2005)
- Hind Sight is 20/20 (2005)
- Les Bitches (2005)
- Pussy Talk (2005)
- Revenge of the Dildos (2005)
- Shades of Sex 3 (2005)
- Spending The Night With Janine (2005)
- Steele This Dvd (2005)
- Dirty 30's and Anal 4 (2006)
- Everything Anal (2006)
- Incredible Expanding Vagina (2006)
- Kick Ass Chicks 35: Pigtails (2006)
- What Happens In Janine Stays In Janine (2006)
- Best of Gangbang Auditions (2007)
- Blonde Legends (2007)
- Butt I Like It (2007)
- Dicks Of Hazzard (2007)
- Girl Gangs (2007)
- Hit Me with Your Black Cock (2007)
- Saturday Night Beaver (2007)
- Award Winning Anal Scenes 1 (2008)
- Frosty The Snow Ho (2008)
- No Boys, No Toys 2 (2008)
- Star 69: Strap Ons (2008)
- Teen Cuisine Too (2008)
- When MILFs Attack (II) (2008)
- Tattoo'd And Taboo'd (2009)
- Boner Jams 4 (2010)
- Harder (2010)
- Official To Catch a Predator Parody 2 (2010)
- 6 1/2 Weeks (2011)
- Brothers Bang Better 2 (2011)
- Cougar Club 3 (II) (2011)
- Cougar Safari (2011)
- Cougar's Prey 7 (2011)
- Couples Seeking Teens 6 (2011)
- Dr. Ava's Guide to Oral Sex for Couples (2011)
- Dreamgirlz 3 (2011)
- Girls Get Busted (2011)
- Inari Loves Girls (2011)
- Kittens and Cougars 4 (2011)
- Lesbian Babysitters 5 (2011)
- Lesbian Seductions 35 (2011)
- MILF Soup 22 (2011)
- Mommy X-Perience 4 (2011)
- My Roommate's a Lesbian 1 (2011)
- Official Vagina Monologues Parody (2011)
- Once You Go Black 6 (2011)
- Phat Bottom Girls 5 (2011)
- Poolside Hair Pie (2011)
- Real Housewives of the San Fernando Valley: A XXX Parody (2011)
- Screw Love, Let's Fuck (2011)
- Seasoned Players 15 (2011)
- Suck It Dry 9 (2011)
- Super Anal Cougars 1 (2011)
- Teach Me 2 (2011)
- There's No Place Like Mom 2 (2011)
- Throat Fucks 3 (2011)
- American Cocksucking Sluts 2 (2012)
- Anal Overdose 2 (2012)
- Asses to Asses (2012)
- Babe Buffet: All You Can Eat (2012)
- Facial Overload 2 (2012)
- Horny Little Sex Kittens (2012)
- MILF Kabob (2012)
- MILF Slam (2012)
- Mommy and Me 3 (2012)
- Mommy's In The Hood (2012)
- My Girlfriend's Mother 3 (2012)
- Office Seductions 4 (2012)
- Seduced By a Cougar 22 (2012)
- Sloppy Head 4 (2012)
- 2 Pricks In 1 Chick 2 (2013)
- Big Butts Like It Big 12 (2013)
- MILFS Like It Big 14 (2013)
- Mothers That Please (2014)

### Regista
- Fresh Phat Ass Costa Rica (2004)
- Young Chiquitas Costa Rica (2004)